# Kunihisa Honda
Kunihisa Honda (本田邦久?; prefettura di Ishikawa, 15 giugno 1945) è un goista giapponese.

## Carriera
Divenne professionista nel 1961 sotto la guida di Utaro Hashimoto, che seguì affiliandosi alla Kansai Ki-in. Divenne nono Dan nel 1973.

## Palmarès
| Nazionali                | Nazionali                  | Nazionali |
| Torneo                   | Vittorie                   | Finalista |
| ------------------------ | -------------------------- | --------- |
| NHK Cup                  | 1 (1983)                   | 1 (1997)  |
| Kansai Ki-in Primo Posto | 4 (1975, 1976, 1997, 2001) | 1 (1996)  |
| Totale                   | 5                          | 2         |